# Tobias Teich
Tobias Daniel Teich (* 6. Januar 1984 in München) ist ein deutscher Politiker (AfD) und Mitglied des Deutschen Bundestages.

## Leben
Nach dem Besuch der staatlichen Grund-, Haupt- und Realschule absolvierte er eine Berufsausbildung zum Außenhandelskaufmann und im Anschluss eine weitere Berufsausbildung zum Versicherungsfachmann. Nach einer neun Jahre andauernden Tätigkeit als selbständiger Kaufmann, wurde er nach der Bundestagswahl 2017 Referent und ab der Bundestagswahl 2021 Büroleiter des AfD-Bundestagsabgeordneten Johannes Huber.
Teich ist römisch-katholisch und Vater einer Tochter.

## Politik
Seit 2013 ist Teich Mitglied in der AfD und vertrat die Kreisverbände Oberbayern Nord und Freising-Pfaffenhofen langjährig als stellvertretender Vorsitzender. Von 2013 bis 2021 war er zudem Mitglied der Jungen Alternative (JA) Bayern und vertrat den JA-Bezirksverband Oberbayern von 2016 bis 2018 als stellvertretender Vorsitzender. Er ist aktuell stellvertretender Landesvorsitzender der AfD Bayern sowie Vorsitzender der Ortsverbandes Manching-Wolnzach-Geisenfeld. Seit 2020 ist Teich Kreisrat im Landkreis Pfaffenhofen an der Ilm. Er ist Mitglied im Sozialausschuss sowie im Umweltausschuss.
Teich ist stellvertretender Landesvorsitzender des AfD-Landesverbands Bayern. Er zählte zu den Erstunterzeichnern der Erfurter Resolution und gehörte der offiziell aufgelösten rechtsextremen AfD-Strömung Der Flügel an.

### Deutscher Bundestag
Bei der Bundestagswahl 2025 trat Teich als Kandidat im Wahlkreis München Ost an. Mit 9 Prozent der Erststimmen unterlag er Wolfgang Stefinger und landete auf Platz 4. Über Listenplatz 11 der Landesliste Bayern der AfD wurde er am 23. Februar 2025 in den 21. Deutschen Bundestag gewählt. Er wurde bei der konstituierenden Sitzung der AfD-Landesgruppe Bayern im Bundestag zu deren stellvertretendem Sprecher gewählt.
Teich ist ordentliches Mitglied im Ausschuss für die Angelegenheiten der Europäischen Union sowie stellvertretend im Ausschuss für Kultur und Medien.